# 주한 리비아 대사관
주한 리비아 대사관(아랍어: سفارة ليبيا في كوريا)은 대한민국 서울특별시 용산구 동빙고동 1-97에 위치하고 있는 리비아 대사관이다.

## 역사
리비아는 무아마르 알 카다피 정권(리비아 아랍 자마히리야) 시대였던 1978년 1월 23일에 대한민국과 영사급 외교 관계를 수립했으며 1980년 12월 29일에 대사급 외교 관계를 수립했다. 대한민국 정부는 1978년 5월 6일에 주트리폴리 대한민국 총영사관을 설립했는데 1980년 12월 29일을 기해 주리비아 대한민국 대사관으로 승격되었다.
리비아 정부는 1981년 11월 26일에 대한민국 서울에 주한 리비아 국민사무소(주한 리비아 인민사무소)를 설립했다. 그러나 리비아 정부는 2007년 10월에 구조 조정 차원에서 주한 리비아 경제협력사무소(주한 리비아 경제협력대표부)로 격하했는데 이는 대한민국과의 무역 적자, 대한민국의 원유 수입선 다변화에 불만을 품은 리비아 정부의 대응 조치로 여겨졌다. 또한 2010년 6월에는 주리비아 대한민국 대사관에서 근무하던 국가정보원 소속 정보 담당 직원이 카다피 리비아 국가원수 일가, 리비아 정부 요인, 리비아군이 소유한 무기를 비롯한 군사 정보에 대한 첩보 활동을 벌인 사실이 발각되어 리비아 정부로부터 페르소나 논 그라타(Persona non grata, 기피 인물)로 지정되어 추방당하는 사태가 벌어졌다. 이에 리비아 정부는 2010년 6월 24일을 기해 주한 리비아 경제협력사무소의 업무를 중단했다. 그러다가 2010년 10월 1일에 이명박 당시 대한민국 대통령의 특사 자격으로 리비아를 방문한 이상득 국회의원이 카다피 리비아 국가원수와의 만남을 통해 대한민국과 리비아 간의 외교 관계 정상화에 합의했고 리비아 정부도 2010년 10월 8일을 기해 주한 리비아 경제협력사무소의 업무를 정상화했다.
2011년에 일어난 리비아 내전에서 카다피 정권에 반대하던 세력들이 리비아 과도국가평의회를 창설했고 2011년 8월에는 북대서양 조약 기구(NATO, 나토)의 지원을 받은 리비아 반군이 리비아의 수도인 트리폴리를 함락했다. 대한민국 정부는 2011년 8월 23일에 공개된 공식 성명을 통해 리비아 과도국가평의회를 리비아를 대표하는 합법 정부로 공식 승인했다. 이에 따라 주한 리비아 경제협력사무소 청사 옥상에 카다피 정권의 상징인 녹색 단색기가 내려가고 리비아 반군의 상징인 리비아 왕국 시대의 국기가 게양되었다. 또한 리비아의 대한민국 주재 공관 명칭도 주한 리비아 대사관으로 바뀌었다.

## 주요 업무
주요 업무는 대한민국 정부와의 외교, 교섭, 투자 유치 활동, 대한민국 거주 리비아 국민의 보호 육성, 외교 정책 홍보, 문화, 학술, 체육 협력, 여권, 입국 사증 발급 및 영사 확인 업무 등이다. 대한민국 국민이 리비아에 입국하려면 사증을 발급받아야 한다. 하지만 대한민국 정부에서는 리비아를 《여권법》에 따른 여행 금지 국가로 지정하고 있는데 대한민국 국민이 대한민국 외교부 장관의 예외적 여권 사용 허가 없이 리비아를 방문하면 1년 이하의 징역 또는 1천만원 이하의 벌금에 처해진다.

## 같이 보기
- 대한민국-리비아 관계
- 주리비아 대한민국 대사관
- 리비아의 재외공관 목록
- 대한민국 주재 외국공관 목록

### 내용주
1. ↑  리비아 인민사무소(Libyan People's Bureau)는 카다피 정권 시대였던 1979년부터 2011년까지 리비아 정부에서 외국 주재 리비아 대사관을 대신하여 사용한 명칭이다. 그러나 리비아 정부에서는 카다피 정권 시대에 대한민국 주재 공관에 한하여 '리비아 국민사무소'라는 명칭을 사용했는데 이는 반공주의의 영향으로 인하여 인민이라는 단어를 금기시했던 대한민국 정부의 입장을 고려한 것으로 보인다.

### 참고주
1. 1 2  “2018 리비아 개황”. 《대한민국 외교부》. 2018년 12월 28일. 2022년 9월 16일에 확인함.
2. ↑  “[외교문서] 전두환정권, 외신도 통제…지국폐쇄 암시하며 협박”. 《매일경제》. 2017년 4월 11일. 2022년 9월 20일에 원본 문서에서 보존된 문서. 2022년 9월 16일에 확인함.
3. ↑  “2005년부터 균열 조짐 있었다”. 《시사저널》. 2010년 8월 4일. 2010년 12월 20일에 원본 문서에서 보존된 문서. 2022년 9월 16일에 확인함.
4. ↑  여러 출처:
  - “국정원 직원, '스파이 혐의'로 리비아에서 추방”. 《오마이뉴스》. 2010년 7월 27일. 2022년 9월 16일에 확인함.
  - ““리비아, 국정원 스파이 행위 대가로 10억달러 요구했다””. 《한겨레》. 2010년 8월 4일. 2022년 9월 16일에 확인함.
  - “한국-리비아, 파국까지 갈까”. 《시사저널》. 2010년 8월 3일. 2022년 9월 16일에 확인함.
  - “"리비아 한국외교관 추방 보도 미뤄달라"”. 《미디어오늘》. 2010년 7월 27일. 2022년 9월 16일에 확인함.
  - “리비아측 “안보위협 스파이 활동” 韓 “정상적 정보수집… 오해””. 《세계일보》. 2010년 7월 28일. 2022년 9월 16일에 확인함.
  - “한·리비아 마찰, 국정원 정보수집 때문”. 《머니투데이》. 2010년 7월 27일. 2022년 9월 16일에 확인함.
  - “"국정원 직원, 무기목록 수집하다 적발"”. 《연합뉴스》. 2010년 7월 29일. 2022년 9월 16일에 확인함.
5. ↑  “기로에선 한.리비아 외교마찰..`혼재된 신호'”. 《연합뉴스》. 2010년 8월 4일. 2022년 9월 16일에 확인함.
6. ↑  “한-리비아 이상기류, 국정원 정보수집 때문”. 《한겨레》. 2010년 7월 27일. 2022년 9월 16일에 확인함.
7. ↑  “주한 리비아대표부 107일만에 업무재개”. 《연합뉴스》. 2010년 10월 8일. 2022년 9월 16일에 확인함.
8. ↑  “리비아 사태 관련 외교부 대변인 성명”. 《대한민국 외교부》. 2011년 8월 23일. 2022년 9월 16일에 확인함.
9. ↑  “정부, 리비아 국가과도위원회 정통성 공식인정”. 《노컷뉴스》. 2011년 8월 23일. 2022년 9월 16일에 확인함.[깨진 링크(과거 내용 찾기)]
10. ↑  “주한 리비아대표부 '깃발 교체'..반군기 게양”. 《연합뉴스》. 2011년 8월 23일. 2022년 9월 16일에 확인함.
11. ↑  “주한 리비아대표부 "대사관으로 격상 검토 중"”. 《연합뉴스》. 2011년 8월 24일. 2022년 9월 16일에 확인함.
12. ↑  “[카다피 요새 함락]알 갈리 대사 “주한리비아대사관 이제부터 과도국가위원회를 대표할 것””. 《동아일보》. 2011년 8월 25일. 2022년 9월 16일에 확인함.